# Ожан-Мурнед
Ожа́н-Мурне́д (фр. Aujan-Mournède) — коммуна во Франции, находится в регионе Юг — Пиренеи. Департамент — Жер. Входит в состав кантона Масёб. Округ коммуны — Миранд.
Код INSEE коммуны — 32015.

## География

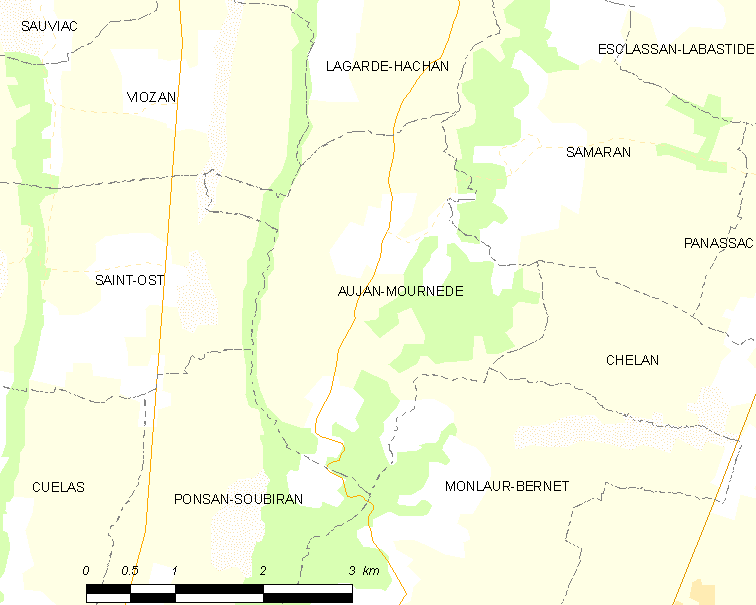
Карта коммуны

Коммуна расположена приблизительно в 630 км к югу от Парижа, в 80 км западнее Тулузы, в 31 км к югу от Оша.
На востоке коммуны протекает река Сусон.

## Климат
Климат умеренно-океанический. Лето жаркое и немного дождливое, температура часто превышает 35 °С. Зимой часто бывает отрицательная температура и ночные заморозки. Годовое количество осадков — 700—900 мм.

## Население
Население коммуны на 2010 год составляло 94 человека.
| 1962 | 1968 | 1975 | 1982 | 1990 | 1999 | 2010 |
| ---- | ---- | ---- | ---- | ---- | ---- | ---- |
| 166  | 144  | 127  | 117  | 113  | 107  | 94   |

## Администрация
| Период | Период | Фамилия      | Партия        | Примечания |
| ------ | ------ | ------------ | ------------- | ---------- |
| 2001   | 2014   | Жан Лартиг   | Разные правые |            |
| 2014   | 2020   | Мишель Таран |               |            |

## Экономика
В 2010 году среди 53 человек трудоспособного возраста (15-64 лет) 38 были экономически активными, 15 — неактивными (показатель активности — 71,7 %, в 1999 году было 69,5 %). Из 38 активных жителей работали 35 человек (19 мужчин и 16 женщин), безработных было 3 (2 мужчин и 1 женщина). Среди 15 неактивных 2 человека были учениками или студентами, 12 — пенсионерами, 1 был неактивным по другим причинам.